# D21 (hunebed)

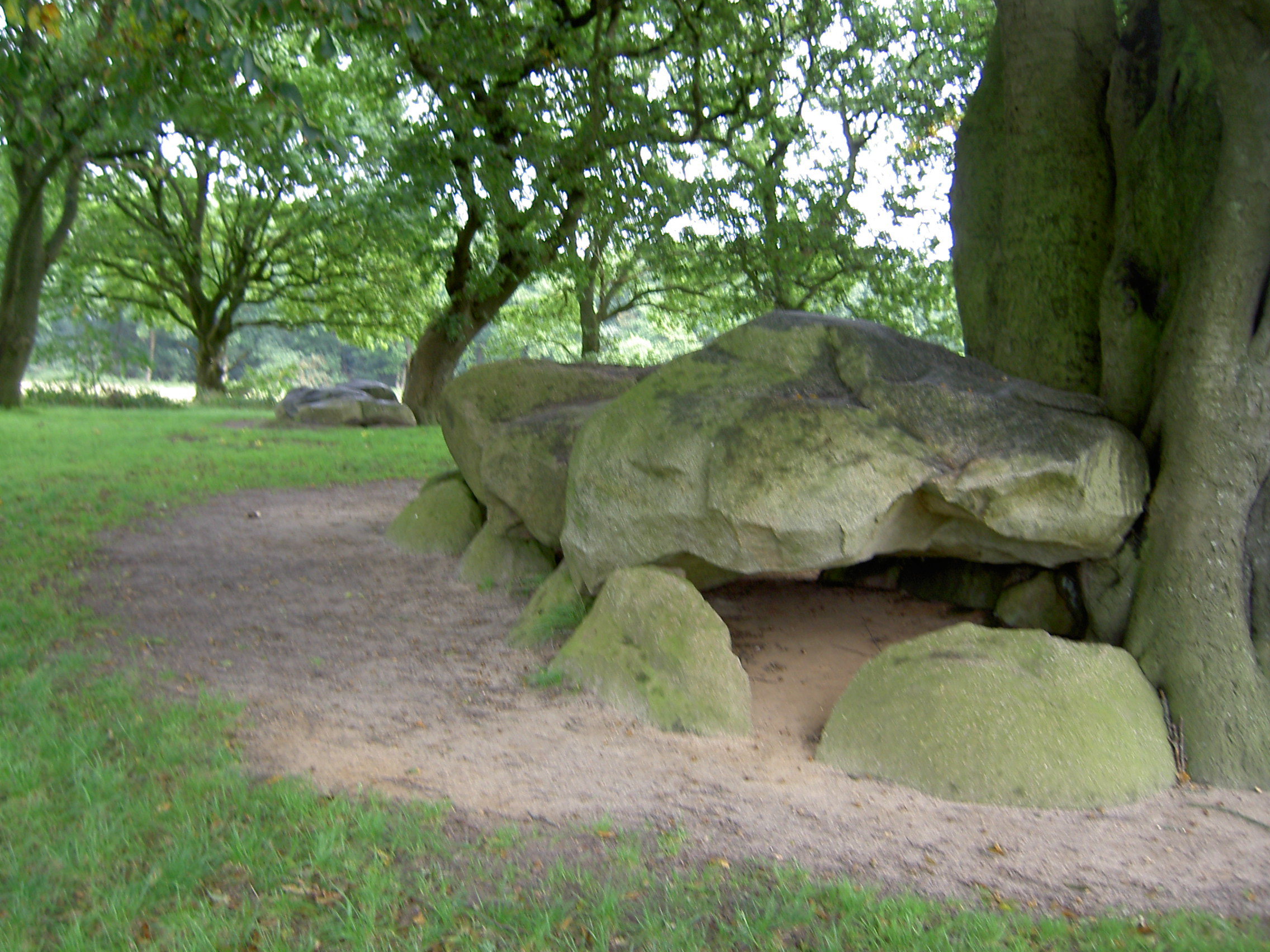
D21 en op de achtergrond D22, 2015

Hunebed D21 is een portaalgraf. Het is een van de vijf hunebedden gelegen bij de plaats Bronneger in de provincie Drenthe. Van de vijf hunebedden is D21 de belangrijkste gezien de archeologische vondsten. Het is ook een van de meest fotogenieke hunebedden van Nederland, door de markante boom. Op enkele meters van hunebed D21 is hunebed D22 te vinden waardoor deze ook wel tweelingen worden genoemd. Op korte afstand is een groep van drie hunebedden (D23, D24 en D25), ook zijn er twee grafheuvels uit de bronstijd te vinden in de nabijheid van deze hunebedden.

## Bouw
Het hunebed wordt toegeschreven aan de trechterbekercultuur.
Dit hunebed heeft drie grote dekstenen. Verder heeft dit hunebed 8 draagstenen, een grote beukenboom heeft de rol van een draagsteen overgenomen. Ook zijn er nog twee sluitstenen en een poortsteen aanwezig, waarvan bij allen alleen de top boven de grond uitsteekt. Het hunebed is 7,7 meter lang en 2,9 meter breed.
De keldervloer is 6,50 meter bij 2,20 meter. De hoogte van de kamer varieert tussen de 1,50 en 1,70 meter.

## Onderzoek
D21 is in 1918 onderzocht door Dr. van Giffen. Hij ontdekte dat het hunebed uit meerdere vloerlagen bestond. In elke vloerlaag werden artefacten gevonden. Zo werden er meer dan 600 stuks aardewerk gevonden, gedateerd op 3400 v.Chr..
Ongeveer één meter onder de grond trof de onderzoeker de ontbrekende draagsteen aan. Het is waarschijnlijk dat deze steen al tijdens het gebruik van het graf moet zijn omgevallen. Van Giffen plaatste de steen weer terug op de plek waar de steen nu ook nog te vinden is. Het hunebed werd gerestaureerd in 1960-1961.

### Society of Antiquaries[5]
In Engeland ontstond in de jaren zeventig van de 19e eeuw bezorgdheid over de wijze waarop in Nederland hunebedden werden gerestaureerd. In die kringen was men vooral bezorgd dat met de restauraties het oorspronkelijk beeld van de situatie verloren zou gaan. De directeur van de Society of Antiquaries in Londen verzocht de oudheidkundigen William Collings Lukis en sir Henry Dryden om de staat waarin de hunebedden zich op dat moment bevonden nauwkeurig vast te leggen. Zij bezochten in juli 1878 Drenthe en brachten veertig hunebedden op de Hondsrug in kaart. Ze hebben opmetingen verricht en beschreven de aangetroffen situatie, die zij tevens vastlegden in een serie aquarellen. Hun rapportage aan de Society of Antiquaries verscheen echter niet in druk. Hun materiaal werd bewaard bij de Society of Antiquaries, het Guernsey Museum & Art Gallery en het Drents Museum. Het Ashmolean Museum in Oxford bezit kopieën van hun werk. In 2015 publiceerde de Drentse archeoloog dr. Wijnand van der Sanden alsnog hun werk. Hij voorzag hun materiaal van een uitgebreide inleiding. Ook schetste hij de ontwikkelingen met betrekking tot het archeologisch onderzoek van de hunebedden na hun onderzoek tot 2015. Hij gaf als oordeel dat het werk van Lukis en Dryden van hoge kwaliteit was. In het Drents Museum was in 2015 een tentoonstelling over het werk.
Hunebed D21 is weergegeven op Plan XVII en werd door Lukis en Dryden als hunebed I aangeduid: Op circa 12,8 meter ten noordoosten van hunebed D21 lagt hunebed D22. Er waren negen draagstenen en drie dekstenen. Alle draagstenen waren kunstmatig gespleten. De ingang lag tussen de tweede en derde draagsteen aan de zuidkant. Er was een lijn zichtbaar op de draagstenen, deze toonde de recentelijke verlaging van de dekheuvel. De bij het hunebed aanwezigeEiken bedreigden het hunebed te beschadigen. Ten tijde van het eerdere onderzoek door de archeoloog Janssen lag het hunebed nog gedeeltelijk in de dekheuvel. Het hunebed was eigendom van de staat.